# 守谷商会 (長野県)
株式会社守谷商会（もりやしょうかい）は、長野県長野市に本社を置く建設業者である。
業務区域は長野県や新潟県上越地方を中心としている。

## 沿革
- 1916年4月1日 - 守谷商会創業。
- 1955年8月2日 - 株式会社守谷商会設立。
- 1963年 - 松本出張所（現・松本支店）開設。
- 1966年 - 東京営業所（現・東京支店）開設。
- 1994年 - 株式を店頭公開（現在のJASDAQ）。